# Minucia de triumviris mensariis
Lex Minucia de triumviris mensariis va ser una antiga llei romana proposada pel tribú de la plebs Marc Minuci, l'any 216 aC quan eren cònsols Gai Terenci Varró i Luci Emili Paule. Ordenava la creació dels triumviri mensarii (banquers públics) i en regulava la seva elecció.